# Lonely Boy
Lonely Boy è una canzone dei The Black Keys, composta da Dan Auerbach, Patrick Carney e Brian Burton (Danger Mouse), primo singolo estratto dal loro settimo album El Camino. Ad anticiparne l'uscita, la canzone viene resa disponibile in formato digitale il 26 ottobre. Il 25 novembre, invece, viene reso disponibile con Run Right Back come B-side nell'edizione speciale limitata in vinile da 12".
Il vinile ha la particolarità di riprodurre i brani dall'interno verso l'esterno. L'ascoltatore viene avvertito con la frase "This record is cut with a reverse groove. Plays from the inside out. Drop the needle at the center to play."
Il brano ha riscosso un enorme successo, tanto da essere nominato come canzone dell'anno, miglior canzone rock e miglior esibizione rock ai Grammy Awards 2013, trionfando nelle ultime due categorie.

## Descrizione
È stato registrato nell'estate del 2011 all'Easy Eye Sound Studio a Nashville nel Tennessee, scritto e prodotto dal gruppo insieme a Danger Mouse e masterizzato al Magic Garden Mastering a Columbus in Ohio da Brian Lucey.

## Video musicale
Il video musicale per Lonely Boy, girato in piano sequenza, mostra l'attore, musicista, nonché guardia giurata part-time Derrick T. Tuggle ballare sotto le note della canzone nell'atrio di un motel.
Dalla sua pubblicazione sul canale ufficiale YouTube della band, avvenuta il 25 ottobre, è divenuto presto un video virale, ottenendo più di 400.000 visualizzazioni in 24 ore.
Originariamente nel video dovevano apparire altre sei o sette persone, mentre Tuggle doveva fare solo da comparsa quando i membri dei Black Keys gli consegnavano le chiavi della loro camera. Tuttavia un ballo improvvisato da parte sua ha subito ispirato al regista Jesse Dylan un cambiamento radicale del concept. L'attore ha dovuto ascoltare la canzone per un'ora in modo tale da imparare il testo per poter sicronizzare i movimenti delle labbra durante l'unica ripresa. Tuggle ha affermato di aver preso le movenze da John Travolta in La febbre del sabato sera e Pulp Fiction, dal ballo di Carlton Banks (interpretato da Alfonso Ribeiro) in Willy, il principe di Bel-Air e da Michael Jackson.

## Copertina
La copertina del singolo è una foto scattata da Michael Carney, direttore creativo della band, nonché fratello del batterista. Raffigura un bulldozer situato laddove precedentemente si ergeva l'edificio luogo di registrazione del loro terzo album Rubber Factory.

## Promozione
La notorietà ha permesso a Tuggle di essere ospite ed esibirsi al The Ellen DeGeneres Show nel novembre del 2011.
Inoltre il brano è stato eseguito dal gruppo durante la trasmissione The Colbert Report su Comedy Central USA insieme a Gold on the Ceiling per promuovere l'album da cui sono tratti, El Camino.

## Tracce
Testi e musiche di Dan Auerbach, Patrick Carney e Brian Burton.
1. Lonely Boy – 3:15
2. Run Right Back – 3:17

Durata totale: 6:32

## Formazione
- Dan Auerbach – voce, chitarre, tastiere
- Patrick Carney – batteria, percussioni, tastiere
- Danger Mouse – tastiere

## Classifiche
| Classifica (2012) | Posizione massima |
| ----------------- | ----------------- |
| Islanda           | 1                 |